# 須藤温子
須藤 温子（すどう あつこ、1983年11月1日 - ）は、日本の女優。東京都台東区浅草出身。ADONIS A所属。かつてオスカープロモーションに所属していた。

## 略歴
- 1997年：オスカープロモーション主催の「第7回全日本国民的美少女コンテスト」でグランプリを受賞し芸能界入り[1]。
- 1999年：歌手デビュー。シングル2枚をリリースするが、以降は女優業に専念。
- 2000年：『シベリア超特急2』にメイファン役で映画初出演。
- 2002年：2001年度第11回日本映画批評家大賞の新人賞を受賞[2]。
- 2002年：大林宣彦監督の『なごり雪』にヒロイン・雪子役で出演。
- 2006年：広島大学の相撲部をモデルとした映画『ちゃんこ』に主演。それにより同大学の名誉学生として顕彰される。
- 2008年：映画の大ヒットを受けて制作された舞台版『三丁目の夕日』に出演。
- 2023年：オスカープロモーションを退社した[1]。

## 人物
- 2000年から2001年にかけて放送された『o-daiba.com』で共演した、宮崎あおい、ベッキー、栗山千明、松本まりかと仲が良い。特に宮崎を「あおちゃん」と呼び、文房具好き仲間でもあり、よくプレゼントを贈り合うなど親しく交友している。
- お祭りが好きで、地元・浅草の三社祭に毎年欠かさず家族や友人達と共に参加し、かつては神輿も担いでいた。
- カラフルでポップなデザインの文房具、雑貨、コスメ、帽子などが好きで集めている。ブログでそれらコレクションの数々を写真で紹介している。インテリアや雑貨好きということで、お気に入りの場所はIKEA、コストコ、PLAZA、スターバックス。
- アロマテラピー検定１級、ベジフルビューティー、ホットヨガ（インストラクター認定書）の各資格を所有している。
- 2015年に一般男性と結婚したが、2023年に数年前に離婚していたことを明かした[1]。

## 出演

### テレビドラマ
- ウイークエンドドラマ「美少女新世紀 GAZER」（1998年8月 - 9月、テレビ朝日） - 主演・日向ひとみ 役
- 秘密倶楽部o-daiba.com（2000年10月 - 2001年3月、フジテレビ） - 淡井真紀 役
- 株式会社o-daiba.com〜美少女IT戦士リアルシスターズ（2001年4月 - 9月、フジテレビ） - 淡井真紀 役
- 月曜ゴールデン（TBS）
  - 「森村誠一サスペンスシリーズ」（2001年 -2008年） - 白井美希 役
  - 「上条麗子の事件推理シリーズ」（2001年 - ） - 風間望 役
  - 「十津川警部シリーズ29 松山・道後十七文字の殺人」（2003年9月22日） - 安岡麻美 役
- ドラマ30「コンビにまりあ」（第30・31話）（2001年5月、CBC） - 西村知子 役
- 緑のクリスマス（2002年12月23日、NHK）
- 大河ドラマ「武蔵 MUSASHI」（第44話）（2003年11月、NHK） - お六 役
- 真実一路（2003年11月 - 12月、東海テレビ） - 8週目よりレギュラー、守川しず子 役
- 金曜ナイトドラマ「霊感バスガイド事件簿」（2004年5月7日、テレビ朝日） - 中林めぐみ 役
- 火曜サスペンス劇場「刑事・鬼貫八郎」（2004年11月30日、2005年9月20日、日本テレビ） - 鬼貫真奈美 役
- よろず刑事（2006年1月 - 3月、ABC） - 町村澄子 役
- 喰いタン（2006年1月28日、日本テレビ） - 森山瞳 役
- 水曜ミステリー9「信濃のコロンボ事件ファイル12」（2006年8月16日、テレビ東京） - 立花カオル 役
- 関ジャニ∞青春ドラマシリーズ（2006年12月27日 - 29日、関西テレビ） - アシスタント・白石チカコ 役
- 夢路（ミニドラマ）（2007年4月15日、TBS） - 主演・花屋 役
- ドラマ30「熱血ニセ家族」（2007年10月 - 12月、CBC） - 主演・桧山陽子 役
- 日本史サスペンス劇場（2008年4月17日、日本テレビ） - お岩 役
- 愛の劇場「温泉へGo!」（2008年9月 - 11月、TBS） - 伊藤まどか 役
- ザ・ライバル「少年サンデー・少年マガジン物語」（2009年5月5日、NHK） - 智恵子 役
- 土曜ワイド劇場（テレビ朝日）
  - 「ヤメ検の女」（2009年11月14日、2011年2月19日、2012年7月21日、2013年12月21日、2014年12月20日） - 桜井花子 役
  - 「温泉 (秘) 大作戦(8)」（2009年12月5日） - 佐倉希 役
- 水戸黄門第41部（2010年4月 - 6月、TBS） - 佐々木美加 役
- さくら心中（2011年1月 -  4月、東海テレビ） - 栗本沙也香 役
- 名探偵コナン 工藤新一への挑戦状（第2話）（2011年7月14日、読売テレビ） - 林誓子 役
- 駅弁ひとり旅〜東北編〜（第9話 - 第12話）（2012年5月31日、6月7日、6月14日、6月21日、BSジャパン） - 藤村咲子 役
- ハンチョウ〜警視庁安積班〜 シリーズ6（第1話 - 第2話）（2013年1月14日・21日、TBS） - 成海亜希子 役
- クロユリ団地〜序章〜（第7話 - 第8話）（2013年5月21日・28日、TBS） - 渡部小夜里 役
- 水曜ミステリー9「監察医・篠宮葉月 死体は語る13」（2013年6月19日、テレビ東京） - 沢田香苗 役
- 金曜プレステージ「警視庁総務部縁結び課桜井はなの事件ファイル」（2014年5月16日、フジテレビ） - 上野千賀子 役
- びったれ!!! 第6話（2015年2月18日、テレビ神奈川他） - 咲田あかり 役
- 神谷玄次郎捕物控2 第6話（2015年5月8日、NHK BSプレミアム） - おやえ 役
- 孤独のグルメ Season5 第10話（2015年12月5日、テレビ東京） - 看護師 役
- 月曜名作劇場「ミステリー作家・朝比奈耕作シリーズ 花咲村の惨劇」（2016年6月6日、TBS） - 花柳三沙子 役
- 土曜ドラマ24「昼のセント酒」 第七湯（2016年5月21日、テレビ東京） - トリミングサロン店長 役
- BARレモン・ハート SEASON2 第9話（2016年5月30日、BSフジ） - 松坂ミドリ 役
- 花実のない森（2017年3月29日、テレビ東京） - 介護施設職員 役
- 浅田次郎ドラマスペシャル「琥珀」（2017年9月15日、テレビ東京） - 川俣圭子 役[3]
- 日曜ワイド「刑事・横道逸郎」 （2018年3月11日、テレビ朝日） - 高野紗希 役
- 日曜プライム「おかしな刑事京都スペシャル」（2020年1月19日、テレビ朝日） - 水村万里江 役
- 特捜9 season3 第6話（2020年6月24日、テレビ朝日） - 坂本由利 役
- 相棒 season23 第5話（2024年11月20日、テレビ朝日） - 中井真紀 役

### 舞台
- トム・ソーヤの冒険（1999年8月） - 主演・トム・ソーヤ 役
- ココ・スマイル2（2001年11月） - 主演
- 黒蜥蜴（2003年3月5日 - 30日、2006年4月3日 - 5月10日、ル テアトル銀座） - 岩瀬早苗 役
- あ・うん（2006年12月20日 - 28日、新宿シアターモリエール）
- 祇園に生きる（2007年2月7日 - 22日、三越劇場） - 主演
- 1999.9年の夏休み（2007年4月6日 - 10日、吉祥寺シアター） - 主演
- ぶるー・ブルー・バースディ（2007年6月22日 - 7月2日、東京芸術劇場）
- complex（2007年12月23日 - 26日、2008年1月11日 - 17日、青山円形劇場等） - 主演
- あした〜愛の名言集（2008年6月10日 - 15日、新宿紀伊国屋ホール）
- 三丁目の夕日（2008年11月3日 - 28日、明治座） - 倉田奈津子 役
- ドリアン・グレイの肖像（2009年8月21日 - 31日、9月11日 - 13日、世田谷パブリックシアター等） - シビル・ヴェイン 役
- 源氏物語×大黒摩季songs〜ボクは、十二単に恋をする〜（2010年10月27日 - 11月7日、天王洲 銀河劇場） - 明石の君 役
- ジンギスカン〜わが剣、熱砂を染めよ〜（2011年10月3日-13日、渋谷区文化総合センター大和田） - ホエルン 役
- 源氏物語×大黒摩季songs〜ボクは、十二単に恋をする〜（2012年5月11日 - 20日、天王洲 銀河劇場） - 明石の君 役
- HYBRID PROJECT Vol.8 【Nouvell Vague ヌーベルバーグ】（2012年8月8日 - 12日、シアターサンモール） - 平松美津子 役

### 映画
- シベリア超特急2（2000年、アルゴ・ピクチャーズ） - メイファン 役
- 郡上一揆（2000年、映画『郡上一揆』製作委員会） - はる 役
- 恐怖学園「呪われた理科室」（2001年、パル企画） - 主演・樋口春 役
- なごり雪（2002年、大映） - ヒロイン・雪子 役
- 草の乱（2004年、映画『草の乱』製作委員会） - 高浜セツ 役
- 新・影の軍団 最終章（2005年、シネマパラダイス） - 白糸姫 役
- ちゃんこ（2006年、ティ・ジョイ） - 主演・中田由香 役
- 麻雀飛翔伝 哭きの竜 外伝（2011年、アットエンタテインメント） - サチ 役
- 不良少年 3000人の総番（2012年、東映ビデオ） - 高木恵里子 役
- チョコリエッタ（2015年、太秦） - 宮永霧湖 役
- あらうんど四万十 ―カールニカーラン―（2015年） - 黒澤ユキ 役
- 怒り（2016年、東宝） - 尾木里佳子 役

### インターネットドラマ
- Cafe Scandinavia（2011年 - 2012年、エレクトロラックス） - 主演・鈴木サト 役

### テレビ番組
- ノックは無用!（1997年9月20日、関西テレビ） - ゲスト
- おはスタ（1998年1月 - 3月、テレビ東京） - 木曜レギュラー（おはガールの会員番号1番でもある）
- 64マリオスタジアム（1998年4月 - 2000年9月、テレビ東京） - サブ司会
- ウッチャンナンチャンの炎のチャレンジャー（1999年7月27日、テレビ朝日） - チャレンジャー、ゲスト
- 新春かくし芸大会（2001年1月1日、フジテレビ）
- 出没!アド街ック天国（街：浅草六区、浅草、上野広小路）（2002年1月19日、4月13日、5月18日、テレビ東京） - ゲスト
- 私的チャイナビ（旅先：海南島）（2009年3月、TBS） - ナビゲーター
- BSスタイル（2009年4月 - 8月、NHK BS1･BS2･BShi） - ナビゲーター
- アートエンターテインメント 迷宮美術館（2009年11月5日、NHK総合・BS2・BShi） - ゲスト
- 土曜スペシャル「厳寒の雪国祭り 白銀の秘湯と郷土の味」（2012年2月11日、テレビ東京）
- 奥の深道〜同類くんの旅〜（2012年4月27日、フジテレビ）
- 旅するためのフランス語（2020年10月1日 - 、NHK Eテレ）[4][5]

### DVD
- スプラッシュ!（2004年） - 主演・尾崎亜矢 役

### CM
- ヤマザキナビスコ「オレオ」「ビッツサンド」
- JH東名集中工事
- JH横浜地区夜間通行止工事
- TOS緑化キャンペーンイメージガール
- エレクトロラックス「エルゴラピード・プラス」「エルゴスリー」（2012年）

## ディスコグラフィ

### シングル
| #              | 発売日         | タイトル       | c/w                    | 規格           | 規格品番       | - オリコンチャート - 最高位 |
| ヒートウェーヴ | ヒートウェーヴ | ヒートウェーヴ | ヒートウェーヴ         | ヒートウェーヴ | ヒートウェーヴ | ヒートウェーヴ              |
| -------------- | -------------- | -------------- | ---------------------- | -------------- | -------------- | --------------------------- |
| 1st            | 1999年8月25日  | 耳をすまして   | 魔法の笑顔             | 8cmCD          | CODA-50135     | 82位                        |
| 2nd            | 1999年11月25日 | 初雪           | 乾いた夢にシーブリーズ | 8cmCD          | CODA-50190     | 圏外                        |

### タイアップ一覧
| 使用年 | 曲名         | タイアップ                                           | 収録作品                 |
| ------ | ------------ | ---------------------------------------------------- | ------------------------ |
| 1999年 | 耳をすまして | テレビ東京系『64マリオスタジアム』エンディングテーマ | シングル「耳をすまして」 |
| 1999年 | 初雪         | テレビ東京系『64マリオスタジアム』エンディングテーマ | シングル「初雪」         |

## 写真集
- あつこ（1999年7月16日、音楽専科社）